# Николоз Басилашвили
Николоз Басилашвили (на грузински: ნიკოლოზ ბასილაშვილი) е грузински тенисист.

## Биография
Николоз Басилашвили е роден на 23 февруари 1992 г. в Тбилиси, Грузия. Баща му Нодар е танцьор на Грузинския национален балет на Сухишвили, майка му Наталия работи като лекар. Има брат Тенгиз. Освен родния си език, той говори още руски език и английски език.
Басилашвили започва да играе тенис на 5 години. Когато е на 15 години, семейството му се мести в Русия. От 2007 г. до 2011 г. той тренира в Сакраменто, Калифорния, Съединените щати. На 18 години се връща в Грузия, после се мести в академия в Турция, ръководена от австралийския треньор Гавин Хопър. През 2011 г. Басилашвили обявява, че може да играе за Русия, но решава да продължи да играе под флага на Грузия.
Той има син Лукас, който е роден през 2015 г.

## Кариера
През юли 2018 г. Николоз Басилашвили влиза в основната схема на Откритото първенство на Германия в Хамбург, като квалификант и печели турнира, побеждавайки Леонардо Майер на финала, по този начин става първият грузински играч след Алекс Метревели, който печели ATP турнир. През октомври 2018 г. Басилашвили печели втората си ATP титла на Чайна Оупън, като побеждава световния номер 4 Хуан Мартин дел Потро на финала. През 2019 г. Басилашвили прави първата си защита на титлата, като печели Откритото първенство на Германия за втора поредна година.
На 27 май 2019 г. Николоз Басилашвили достига най-високата си класация в ранглистата на ATP на сингъл в света, номер 16.

## Кариерна статистика

#### Финали натурнири от сериите Мастърс(1)
| година | турнир            | съперник във финала | резултат      |
| ------ | ----------------- | ------------------- | ------------- |
| 2021   | Индиън Уелс Оупън | Камерън Нори        | 6–3, 4–6, 1–6 |

### ATP финали (5 титли; 9 финала)
|        | П–З | Година | Турнир                | Клас         | Настилка   | Опонент               | Резултат      |
| ------ | --- | ------ | --------------------- | ------------ | ---------- | --------------------- | ------------- |
| Загуба | 0–1 | 2016   | Австрия Оупън Кицбюел | 250 серии    | Клей       | Паоло Лоренци         | 3–6, 4–6      |
| Загуба | 0–2 | 2017   | Мемфис Оупън          | 250 серии    | Твърда (з) | Райън Харисън         | 1–6, 4–6      |
| Победа | 1–2 | 2018   | Германия Оупън        | 500 серии    | Клей       | Леонардо Майер        | 6–4, 0–6, 7–5 |
| Победа | 2–2 | 2018   | Чайна Оупън           | 500 серии    | Твърда     | Хуан Мартин дел Потро | 6–4, 6–4      |
| Победа | 3–2 | 2019   | Германия Оупън        | 500 серии    | Клей       | Андрей Рубльов        | 7–5, 4–6, 6–3 |
| Победа | 4–2 | 2021   | ATP Катар Оупън       | 250 серии    | Твърда     | Роберто Баутиста Агут | 7–6(7–5), 6–2 |
| Победа | 5–2 | 2021   | Баварски шампионат    | 250 серии    | Клей       | Ян-Ленард Щруф        | 6–4, 7–6(7–5) |
| Загуба | 5–3 | 2021   | Индиън Уелс Оупън     | Мастърс 1000 | Твърда     | Камерън Нори          | 6–3, 4–6, 1–6 |
| Загуба | 5–4 | 2022   | ATP Катар Оупън       | 250 серии    | Твърда     | Роберто Баутиста Агут | 3–6, 4–6      |